# Кара-Чумышское водохранилище
Кара-Чумышское водохранилище — водохранилище в Кемеровской области России, образованное на реке Кара-Чумыш.
Кара-Чумышское водохранилище является первым опытом строительства водохранилища питьевого назначения на малой реке в условиях Сибири. Оно создано на реке Кара-Чумыш, являющейся одним из истоков реки Чумыш (притока Оби), и служит для водоснабжения двух городов — Прокопьевска и Киселевска. Река Кара-Чумыш берёт начало с восточных склонов Салаирского хребта. Длина реки 174 км.
Водохранилище было заполнено осенью 1953 года, обширная территория ушла под воду, затопленными оказались приустьевые части долин, впадающих в Кара-Чумыш рек и ручьёв. Вследствие того, что ложе водохранилища было плохо подготовлено и под водой оказалось много растительности, торфяников, бывшие территории д. Малый Керлегеш и д. Верх-Чумыш, под ледяным покровом и вблизи водохранилища ощущался резкий запах сероводорода. Летом 1954 года вода была спущена, и ложе водохранилища подверглось более тщательной обработке. После этого оно вторично заполнилось водой.
Общая протяжённость береговой линии составляет свыше 70 километров. Кара-Чумышское водохранилище расположено на высоте 350 м над уровнем моря в среднем течении одноименной реки на границе Салаирского кряжа и Кузнецкой котловины. Левый берег водохранилища представляет собой пологие, покрытые в основном лугами, западные склоны Тырганской возвышенности, высокий правый берег занят черневой тайгой. Водохранилище имеет вытянутую с северо-запада на юго-восток извилистую изрезанную в очертании форму длиной 16 км. Ширина акватории изменяется от нескольких десятков метров до 1,3 км в центральной части, средняя ширина — 300 м. Максимальная глубина водохранилища достигает 21,4 м, средняя — 8,6 м. Площадь зеркала водохранилища — 9,6 км². Объём водохранилища — 61 млн м³.
Безморозный период в этой местности в среднем 120 дней, лёд на поверхности водохранилища держится 150—175 дней. Среднегодовая температура воздуха 1 °C.
Характерной особенностью строения котловины Кара-Чумышского водохранилища, как и большинства водохранилищ речного типа, является значительное изменение глубины по направлению от верховьев к плотине. Мелководные участки расположены в верхней части и заливах, глубоководные — в центральной и нижней приплотинной частях. Для основной части водохранилища характерен резкий свал глубин в прибрежной зоне. Площадь мелководий с глубиной до 2 м составляет всего 1,2 км² (12,5 % от площади зеркала). Мелководные участки в прибрежной полосе имеют ширину не более 15-20 м. В районе водохранилища в р. Кара-Чумыш впадают с левой стороны притоки Кармак и Керлегеш, с правой — Инчереп, Кузухтовая и Талдушка.
Так как водохранилище располагается среди отрогов Салаирского кряжа, рельеф местности гористый, часто встречаются выходы скал. Кроме того, после затопления склоны гор оказались подмыты, и обнажились коренные породы. Почти непрерывным «каменным поясом» они тянутся по береговой линии водохранилища. Водохранилище хорошо защищено от воздействия ветров высокими берегами, поэтому волн на Кара-Чумышском водохранилище практически не бывает. Берега обрамляет Салаирская пихтовая тайга с примесью берёзы и осины, а также часто встречаются массивы соснового и кедрового лесов.